# Капський лев
Ка́пський лев (лат. Panthera leo melanochaitus) — вимерлий підвид лева.
Лев жив на Півдні Африки, в Капській провінції. У 1858 був застрелений останній представник цього підвиду. Є інформація, що в 1876 чеський дослідник Еміль Холуб купив молодого лева, який помер два роки опісля.
У самців була грива, що росла навколо шиї і навіть на животі. Також вони мали чорні плями на вухах і тілі.